# Buena gente
Buena gente es el decimotercero álbum de estudio del grupo español La Guardia, aunque hubo álbumes anteriores sin canciones nuevas, como recopilatorios e incluso un disco en directo.
Este álbum fue editado por Diagonal Music Factory y producido por Fran Gude en 2011. La grabación del disco se realizó en los estudios madrileños Doko Music Factory, Dalamix y Santa Rosa Estudios. 
Es un disco en el que todos los temas han sido cantados en colaboración con otros artistas, concretamente:
- David Summers de Hombres G.
- Jesús Cifuentes de Celtas Cortos.
- Jaime Terrón de Melocos.
- José Manuel Casañ de Seguridad Social.
- Angy Fernández.
- Jaime Perpiñá de La Musicalité.
- Lichis de La Cabra Mecánica.
- Johnny Cifuentes de Burning.
- Fernando López de Modestia aparte.
- Álvaro Benito de Pignoise.
- Lara Pinilla (Lara).

Cuenta además con colaboraciones de músicos estadounidenses e instrumentos tales como el violín, banjo, acordeón y pedal steel guitar.

## Pistas
| N.º | Título                                                                    | Duración |  |
| 1.  | «Que lo gris se convierta en azul» (con Jesús Cifuentes de Celtas Cortos) | 2:30     |  |
| 2.  | «Vine aquí para conocerte» (con Fernando López de Modestia aparte)        | 3:45     |  |
| 3.  | «El turista accidental» (con Jaime Perpiñá de La Musicalité)              | 3:33     |  |
| 4.  | «Tumbado al borde de la luna» (con Lara Pinilla (Lara))                   | 3:17     |  |
| 5.  | «Te miento» (con David Summers de Hombres G)                              | 3:27     |  |
| 6.  | «Tormenta de pasión» (con Angy Fernández)                                 | 3:10     |  |
| 7.  | «Se terminó la dolce vita» (con Lichis de La Cabra Mecánica)              | 4:16     |  |
| 8.  | «Lucía» (con Jaime Terrón de Melocos)                                     | 4:15     |  |
| 9.  | «Venecia sin mí» (con Johnny Cifuentes de Burning)                        | 4:32     |  |
| 10. | «La mano en el fuego» (con José Manuel Casañ de Seguridad Social)         | 3:57     |  |
| 11. | «Dame lo que quieras» (con Álvaro Benito de Pignoise)                     | 3:11     |  |